# Vojtěch Holanský
Vojtěch Holanský, uváděn též jako Vojta Holanský (20. září 1859 České Budějovice – 26. května 1931 České Budějovice), byl rakouský a český podnikatel a politik, na počátku 20. století poslanec Českého zemského sněmu a Říšské rady.

## Biografie
Vystudoval německojazyčnou normální školu, pak reálku v Českých Budějovicích a v Praze. Následně se vyučil. Působil jako podnikatel. V Budějovicích mu od roku 1895 patřil hostinec U Holanských (tradičně U Černého vola) v Kněžské ulici. Podnik roku 1903 předal pro své politické zaneprázdnění restauratérovi Martinu Caplovi. Rodina Holanských kromě toho vlastnila hostinec V Alžíru v Jírovcově ulici a usedlost ve Staroměstské ulici. V letech 1893–1910 byl členem českobudějovické obchodní a živnostenské komory. Byl rovněž delegátem zemědělské rady za okres České Budějovice. Napsal politický spis Co by opraveno mělo být v novele živnostenské.
Ve volbách roku 1897 se stal poslancem Říšské rady (celostátní zákonodárný sbor), za všeobecnou kurii, 15. volební obvod: Tábor, Pelhřimov, Milevsko atd. Mandát obhájil ve volbách roku 1901 za stejný obvod.
Počátkem 20. století se zapojil i do zemské politiky. Ve volbách v roce 1901 byl zvolen v kurii venkovských obcí (volební obvod České Budějovice) do Českého zemského sněmu. Politicky patřil k mladočeské straně. V roce 1904 se uvádí, že na Říšské radě opustil mladočeskou stranu a že uvažuje o založení vlastní strany, respektive o spojení s nezařazeným poslancem Vojtěchem Václavem Sternbergem.
Povahou je v posmrtné vzpomínce v Národních listech popisován jako bouřlivák, ale poctivý, přímý charakter. Politická činnost ho prý připravila o značnou část jmění. Po roce 1918 opustil politický život a byl nadále činný jako podnikatel v pohostinství. Roku 1922 převzal nádražní restauraci v Jihlavě. Zemřel po dlouhé nemoci v českobudějovické nemocnici v květnu 1931, v úplné chudobě. Je pohřben na hřbitově svaté Otýlie (odd. VIII, řada 5, č. 24) v Českých Budějovicích. Uživatelem hrobu je již jiná rodina, která si pořídila vlastní náhrobek a skutečnost, že je zde pohřben poslanec Holanský není na něm připomenuta.